# Meie Maa
Meie Maa é um jornal publicado na Estônia.